# یواس‌اس کریستوفر (دی‌ئی-۱۰۰)
یواس‌اس کریستوفر (دی‌ئی-۱۰۰) (به انگلیسی: USS Christopher (DE-100)) یک کشتی بود که طول آن ۳۰۶ فوت (۹۳ متر) بود. این کشتی در سال ۱۹۴۳ ساخته شد.